# KSZN Rypne
KSZN Rypne – polski klub piłkarski z siedzibą w Rypnem. Rozwiązany podczas II wojny światowej.

## Historia
W powiecie nadwórniańskim w latach 30. XX wieku odkryto nowe złoża nafty i gazu. Dyrektorem przedsiębiorstwa - POLMIN, które swoje główne szyby naftowe posiadało w Borysławiu i Drohobyczu a także w Rypnem koło Nadworny - był człowiek, wielki entuzjasta piłki nożnej. Z jego inicjatywy w 1932 roku powołana została drużyna piłkarska KSZN Rypne, złożona z zawodników z różnych regionów Polski (przede wszystkim z Wielkopolski i Śląska). Zasługą tego człowieka była budowa przepięknie położonego stadionu wśród karpackich połonin. Zawodnicy Rypnego na tamte czasy dostawali bardzo wysokie wynagrodzenia, byli także zatrudnieni w tym przedsiębiorstwie. Wśród zawodników Rypnego wyróżniali się piłkarze rodem z Ostrowa Wielkopolskiego Bronisław Młynarek, który grał na pozycji napastnika, a także bramkarz Jaskuła.
W 1938 roku klub KS Rypne zajął drugie miejsce za Rewerą w klasie A okręgu stanisławowskiego. Mając w swych szeregach bardzo młodych i utalentowanych piłkarzy klub z Rypnego był drużyną bardzo perspektywiczną.
Klub był zamieszany w ostatniej aferze piłkarskiej II RP. Miała miejsce w okręgu Stanisławowskim, brali w niej działacze i piłkarze KS Rypne i Pokucia Kołomyja. Tak pisał o niej "Przegląd Sportowy" nr 59 z dnia 24 lipca 1939 r.: "Ze Stanisławowa donoszą, że ostatnie spotkanie w mistrzostwach A-klasy, które zadecydowało o spadku Bystrzycy nadwórniańskiej do klasy B, urosło do wielkiej afery sportowej. Władze stanisławowskiego OZPN ujawniły, że zawody między KS Rypnem a Pokuciem, które zakończyły się rzadko notowanym wynikiem 18:1 dla Pokucia, były umówione. Rypne jest zespołem bardzo silnym, pretendującym do tytułu mistrzowskiego i nie jest do pomyślenia, aby mogło przegrać w tak wysokim stosunku z klubem stojącym na ostatnim miejscu w tabeli. 
Dochodzenia przeprowadzone w tej sprawie ujawniły, że referent sportowy Pokucia p. Gold ustalił z kierownikiem sekcji piłki nożnej Rypnego p. Zającem, że Pokucie wygra w stosunku 17:0, a więc w stosunku potrzebnym temu klubowi do utrzymania się w A-klasie. Zając telefonicznie porozumiał się z prezesem Rypnego p. inż. Adamkiem, który wyraził swą zgodę na przegranie tego spotkania 3:0, wzgl. 4:0.
Sprawa ta znalazła się na stole obrad ostatniego posiedzenia Wydziału Gier i Dyscypliny StOZPN-u, który załatwił ją następująco: KS Rypne ukarano grzywną 150 zł i jednomiesięczną dyskwalifikacją. Inż. Adamka zdyskwalifikowano na 2 lata, Zająca dożywotnio, Golda zawieszono, kapitana drużyny Rypnego i bramkarza ukarano roczną dyskwalifikacją, wszystkich zawodników Rypnego po 3 mies. dyskwalifikacji. Ponadto unieważniono mecz, wyznaczając nowy mecz na 30 lipca. Cała ta sprawa i jej załatwienie przez władze StOZPN wywołały duże poruszenie w sferach sportowych Stanisławowa."
We wrześniu 1939, kiedy wybuchła II wojna światowa, klub przestał istnieć.

## Sukcesy
- wicemistrz ligi okręgowej Stanisławowskiego OZPN: 1937/38.

## Znani piłkarze
- Bronisław Młynarek